# Riosa
Riosa – gmina w Hiszpanii, w prowincji Asturia, w Asturii, o powierzchni 46,49 km². W 2011 roku gmina liczyła 2140 mieszkańców.